# Округ Кастер (Колорадо)
Кастер (енгл. Custer County) је округ у америчкој савезној држави Колорадо. По попису из 2010. године број становника је 4.255. Седиште округа је град Вестклиф.

## Демографија
Према попису становништва из 2010. у округу је живело 4.255 становника, што је 752 (21,5%) становника више него 2000. године.
| Група             | 2000.         | 2010.         |
| Белци             | 3.299 (94,2%) | 3.914 (92,0%) |
| Афроамериканци    | 13 (0,4%)     | 44 (1,0%)     |
| Азијати           | 10 (0,3%)     | 16 (0,4%)     |
| Хиспаноамериканци | 88 (2,5%)     | 200 (4,7%)    |
| Укупно            | 3.503         | 4.255         |